# Dinah Washington
Dinah Washington, ursprungligen Ruth Lee Jones, född 29 augusti 1924 i Tuscaloosa, Alabama, död 14 december 1963 i Detroit, Michigan, var en amerikansk sångerska inom främst blues, jazz och R&B.
Hennes föräldrar flyttade tidigt till Chicago där hon gick i skola och växte upp. Som barn spelade hon piano och sjöng i kyrkokör. 1939 började hon sjunga i orkestrar och började även turnera med Sallie Martins gospelgrupp. 1943 anslöt hon sig till Lionel Hamptons orkester, i vilken hon stannade till 1946.
Senare fick hon kontrakt med Mercury Records och hade i slutet av 1940- och början av 1950-talet en rad hits på R&B-listan. Hennes stora genombrott kom 1959 med "What a Difference a Day Makes", som hon vann en Grammy Award för bästa prestation i kategorin Rhythm and Blues med. Året därpå spelade hon in två hitlåtar tillsammans med Brook Benton, "Baby (You've Got What it Takes)" och "A Rockin' Good Way (To Mess Around and Fall in Love)".
Hon var gift med Dick Lane till sin död. Dinah Washington avled av en överdos sömnmedel vid 39 års ålder.

## Diskografi
- 1950 – Dinah Washington Songs
- 1952 – Blazing Ballads
- 1952 – Dynamic Dinah
- 1953 – After Hours with Miss "D"
- 1954 – Jazz Sides
- 1954 – Dinah Jams
- 1956 – In the Land of Hi-Fi
- 1956 – Dinah!
- 1956 – The Swingin' Miss "D"
- 1957 – Dinah Washington Sings Bessie Smith
- 1957 – Dinah Washington Sings Fats Waller
- 1957 – Music for a First Love
- 1957 – Music for Late Hours
- 1958 – Newport (1958)
- 1959 – The Queen
- 1959 – What a Diff'rence a Day Makes!
- 1960 – Two of Us
- 1962 – In Love
- 1962 – Dinah '62
- 1963 – Back to the Blues
- 1963 – Dinah '63